# Parafia św. Józefa w Stanclewie
Parafia św. Józefa i Wniebowzięcia Najświętszej Maryi Panny w Stanclewie należy do dekanatu biskupieckiego (Reszelski).
Staraniem proboszcza kościoła farnego w Biskupcu, później sufragana warmińskiego ks. Edwarda Herrmanna uzyskano zgodę na budowę kościoła. Mieszkańcy wsi zakupili 3 włóki ziemi na których wybudowano kościół i plebanię. Otwarcie kościoła odbyło się 28 czerwca 1907. Funkcję proboszcza pełnił ksiądz kurator, aż do chwili zatwierdzenia parafii 22 lutego 1910 roku. Do 1938 roku w Stanclewie kazania w języku polskim na przemian z niemieckim. Pierwszym proboszczem w Stanclewie był ks. Piotr Jagalski, w 1938 r. ks. Wieczorek.
Do parafii w Stanclewie należy kaplica w Bredynkach.